# Fabrizio Fabbri
Fabrizio Fabbri (Agliana, 28 september 1948 - Pisa, 3 juni 2019) was een Italiaans wielrenner.

## Levensloop en carrière
Fabbri werd prof in 1970. Fabbri reed in dienst van kampioenen als Felice Gimondi en Francesco Moser. Hij behaalde zelf ook enkele overwinningen zoals tweemaal de GP Industria & Commercio di Prato, de Ronde van de Apennijnen en drie ritten in de Ronde van Italië.

## Resultaten in voornaamste wedstrijden
| Jaar | Ronde van Italië | Ronde van Frankrijk | Ronde van Spanje |
| ---- | ---------------- | ------------------- | ---------------- |
| 1970 | 63e              |                     |                  |
| 1971 | 28e              |                     |                  |
| 1972 | 34e (1)          |                     | opgave           |
| 1973 | 39e              |                     |                  |
| 1974 | 43e              |                     |                  |
| 1975 | 12e (1)          | 33e                 |                  |
| 1976 | 13e (1)          |                     |                  |
| 1977 | 49e              |                     | 45e              |
| 1978 | 26e              |                     |                  |